# Comprégnac
Comprégnac är en kommun i departementet Aveyron i regionen Occitanien i södra Frankrike. Kommunen ligger  i kantonen Millau-Ouest som ligger i arrondissementet Millau. År 2022 hade Comprégnac 217 invånare.

## Befolkningsutveckling
Antalet invånare i kommunen Comprégnac
Referens: INSEE